# 全国労働組合連絡協議会 (1947-1950)
全国労働組合連絡協議会（ぜんこくろうどうくみあいれんらくきょうぎかい）は日本の戦後の一時期に結成された全国統一規模の労働組合（ナショナルセンター）の一つ。略称は全労連（ぜんろうれん）。
1947年の二・一ゼネスト計画がGHQの命令で中止された後、ゼネストに参加するために集結した労働諸団体の連絡、団結を継続する目的で1947年3月10日に結成された。また当時、結成直後に世界労働組合連盟（世界労連）の代表団の訪日が予定されていたためこれへの統一的な歓迎団体としての役割も担った。当時の主要労働組合であった全日本産業別労働組合会議（産別会議）、日本労働組合総同盟（総同盟）が参加し、中立系労働組合諸派も参加したため、450万人を超える構成員を抱えることとなった。
一方で、寄合所帯としての性格をかかえていたため、決議は満場一致を原則として、各会派の運動方針に干渉することの無いよう制約を受けていた。
しかし、翌1948年6月には路線対立から総同盟が離脱し、その後も中立系諸団体の離脱が相次ぎ、急速な弱体化が進んだ。
朝鮮戦争勃発後の1950年8月30日、GHQが反占領軍的活動との理由から解散命令を出し、主要幹部にも公職追放処分を下し、活動は停止した。